# Conférence de Constantinople

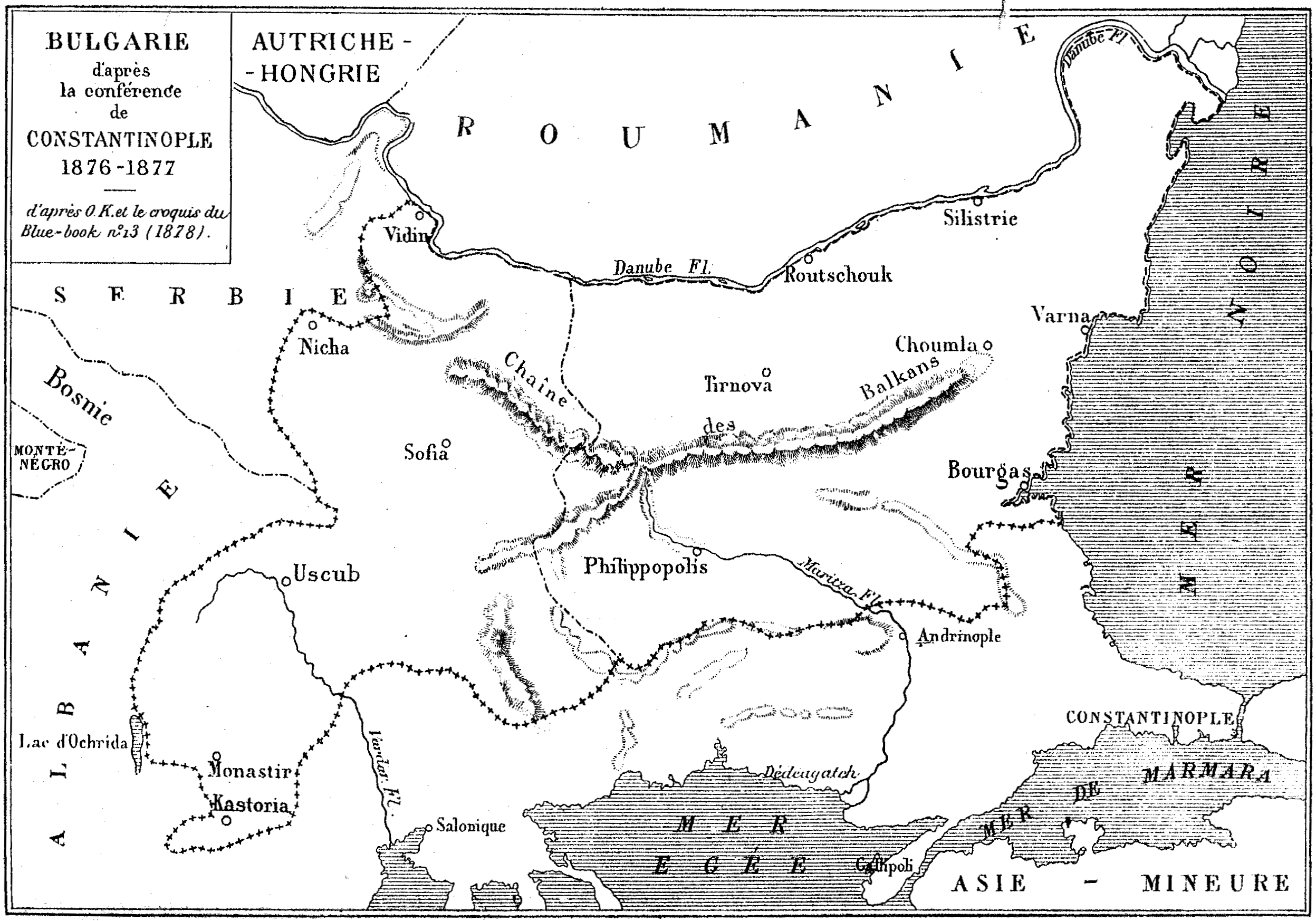
Bulgarie selon la conférence de Constantinople

La conférence de Constantinople des grandes puissances (Grande-Bretagne, France, Russie, Allemagne, Autriche-Hongrie et Italie) s'est tenue entre le 23 décembre 1876 et le 20 janvier 1877. À la suite d'un soulèvement en Bosnie et en Herzégovine à partir de 1875, et l'insurrection bulgare d'avril 1876, les grandes puissances se mettent d'accord sur un projet de réformes politiques en Bosnie et dans les territoires ottomans ayant une population majoritairement bulgare.

## Contexte

### Crise économique
La krach de Vienne ébranle l'économie des régions européennes de l'empire ottoman, en particulier les régions peuplées de Bulgares, alors en plein essor économique, tandis que l'emprise des pays européens sur l'empire ottoman aboutit à faire de ce dernier une « semi-colonie des pays industrialisés ».

### L'insurrection de 1876
Dans ce contexte, le mécontentement gagne les populations chrétiennes de Roumélie, appauvries par la pression fiscale et la politique économique ottomanes, aboutissant à placer les productions locales en concurrence directe avec les productions des pays développés. L'insurrection bulgare d'avril 1876 constitue le point culminant de la révolution nationale. Elle fait vaciller l'Empire ottoman et pose le problème de l'avenir du peuple bulgare. La ligne adoptée, une lutte armée inconditionnelle, triomphe.

## Participants

### Représentants ottomans
- Midhat Pacha, grand vizir, Saffet Pacha, ministre des Affaires étrangères et Ibrahim Edhem Pacha. Ces représentants de l'Empire ottoman ont participé aux séances plénières, mais n'ont pas été conviés aux séances de travail préalables au cours desquelles les grandes puissances avaient négocié et élaboré leurs accords.

### Représentants des puissances
- Royaume-Uni de Grande-Bretagne et d'Irlande :

Lord Salisbury et Sir Henry Elliot;
- Empire russe :

Comte Nikolaï Ignatiev (aussi appelé Nicolai Ignatieff);
- République Française :

Comte Jean-Baptiste de Chaudordy et comte François de Bourgoing;
- Empire allemand :

Baron Karl von Werther;
- Autriche-Hongrie :

Baron Heinrich von Calice et comte Ferenc Zichy;
- Royaume d'Italie :

Comte Luigi Corti.

## Galerie

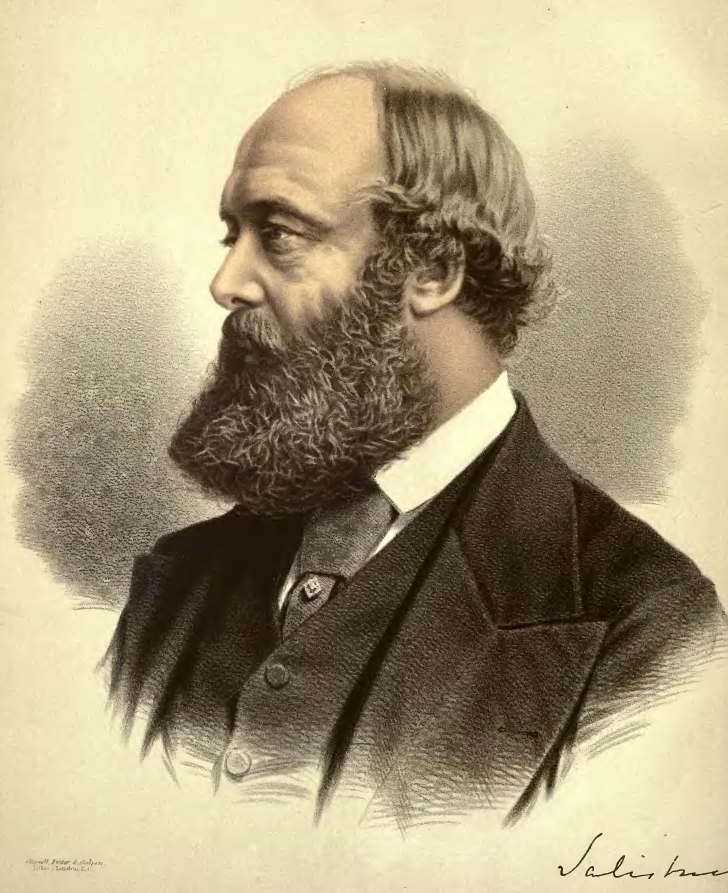
Lord Salisbury
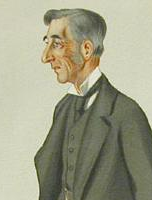
Sir Henry Elliot
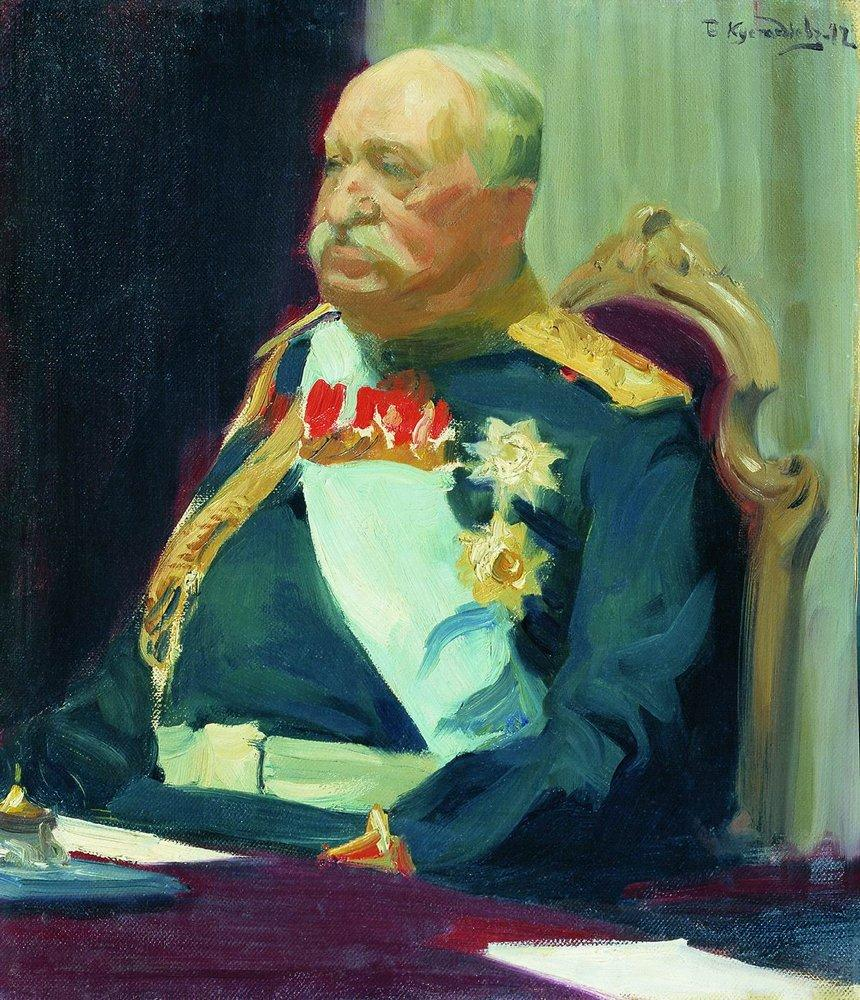
Nikolaï Ignatiev
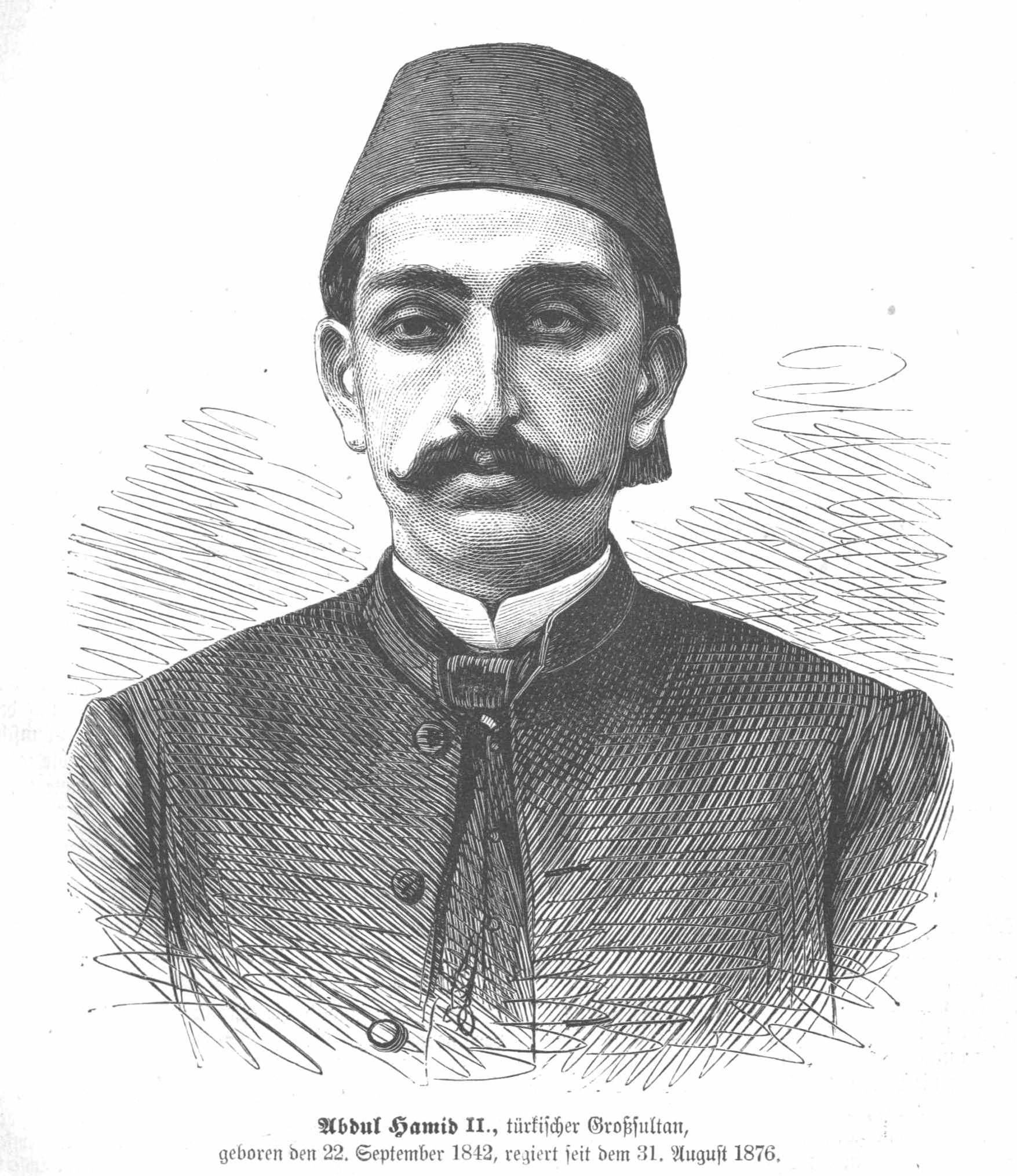
Sultan Abdülhamid II
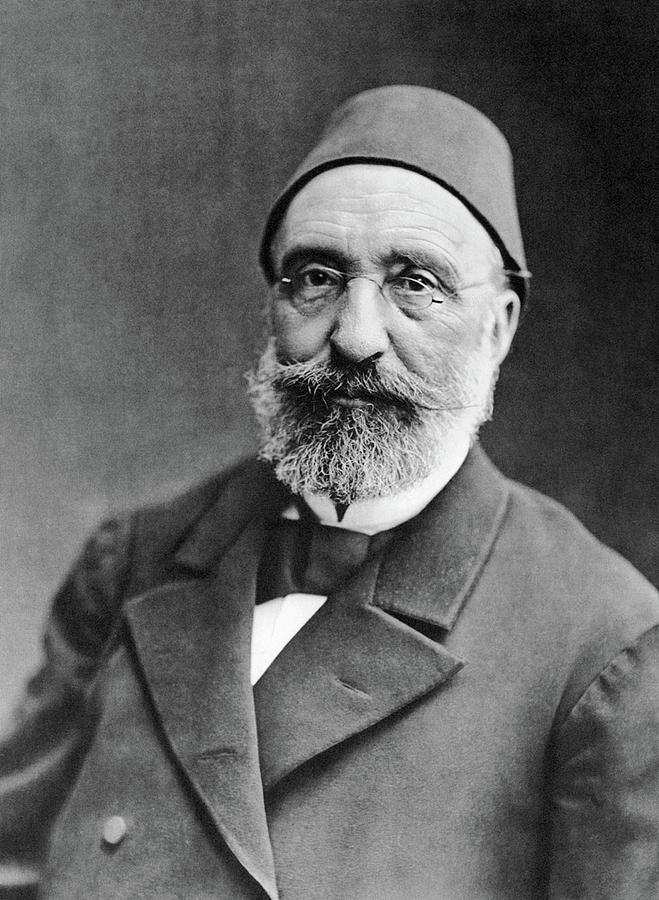
Midhat Pacha
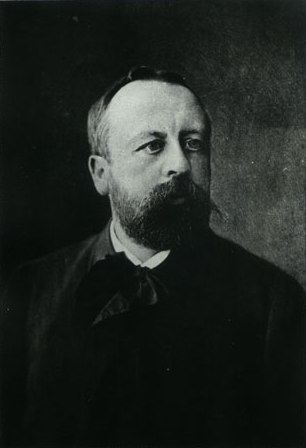
Eugene Schuyler

## Issue

### Perte du soutien britannique
En rejetant la décision des Grandes puissances, l'Empire ottoman se vit plus tard refuser tout soutien politique et militaire des grandes puissances au cours de la guerre russo-turque de 1877-1878, contrairement à ce qui s'était passé pendant la guerre de Crimée de 1853-1856.